# 谷阳街道
谷阳街道，是中华人民共和国河南省周口市鹿邑县下辖的一个乡镇级行政单位。

## 行政区划
谷阳街道下辖以下地区：
七家园社区、大何社区、程庄社区、任庄社区、张辛社区、翟庄社区、孙阁社区、南关社区、朱桥社区、后罗社区、前罗社区、陈楼社区、王寨社区、谭集社区和吴楼社区。